# Léa Passion : Mode 3D
Léa Passion : Mode 3D (ou Imagine: Fashion Designer 3D) est un jeu vidéo de simulation développé par Ubisoft Sofia et édité par Ubisoft, sorti en 2011 sur Nintendo 3DS.

## Accueil
- Jeuxvideo.com : 7/20[1]